# Йозеф Карл
Йозеф Карл (нім. Josef Karl; 26 грудня 1910, Нюрнберг, Франконія — 31 березня 1962, Бад-Тельц, Баварія) — німецький військовий, військовослужбовець протитанкової артилерії, обер-фельдфебель. Кавалер Лицарського хреста Залізного хреста з дубовим листям (16 лютого 1944; № 397).

## Біографія
Йозеф Карл народився 26 грудня 1910 року в Нюрнберзі.
В серпні 1939 року призваний до армії. У складі 17-го протитанкового дивізіону брав участь у Польській кампанії, у складі 49-го протитанкового дивізіону — у Французькій та боях на Східному фронті. Відзначився у червні 1943 року в боях під Орлом, де протягом 20 хвилин підбив 11 радянських танків і 2 протитанкових гармати.
На початку 1944 року важко поранений, внаслідок операції йому ампутували ногу. Більше Карл на фронт не повертався.
Йозеф Карл помер 31 березня 1962 року в Бад-Тельці.

## Нагороди обер-фельдфебеля Карла
- Лицарський хрест Залізного хреста з дубовим листям
  - Хрест (26 серпня 1943; № 2033) — як унтер-офіцер і командир гармати 2-ї батареї 49-го протитанкового дивізіону
  - Дубове листя (16 лютого 1944; № 397) — як унтер-офіцер і командир гармати 2-ї батареї 49-го протитанкового дивізіону
- Залізний хрест 1-го класу (21 липня 1943)
- Залізний хрест 2-го класу (26 лютого 1942)